# باربرا كاستن
باربرا كاستن (بالإنجليزية: Barbara Kasten)‏ هي رسامة أمريكية، ولدت في 1936 في شيكاغو في الولايات المتحدة.